# Flavio Steimann
Flavio Steimann (* 13. Dezember 1945 in Emmen) ist ein Schweizer Schriftsteller.
Steimann absolvierte eine Ausbildung zum Primar- und Sekundarlehrer und war anschliessend als Sprachlehrer in Willisau/Kanton Luzern tätig. Daneben veröffentlicht er literarische Texte. 1988 nahm er am Ingeborg-Bachmann-Wettbewerb in Klagenfurt teil. Er lebt heute in Luzern und ist Verfasser von Erzählungen, Romanen und Theaterstücken.

## Auszeichnungen
- 1979 und 1985 Förderpreis von Stadt Luzern und Kanton Luzern
- 1982 Werkjahr von Stadt und Kanton Luzern
- 1987 Schweizerischer Schillerpreis für das Werk Aperwind
- 1988 Förderpreis der Marianne und Curt Dienemann-Stiftung Luzern

## Werke
- Das Luzerner Spiel vom klugen Knecht, Willisau 1982
- Ulj Schröter, Theaterstück, Willisau 1984
- Anna Vögtlin, Theaterstück, Willisau 1986
- Passgang, Roman, Basel 1986
- Aperwind, Erzählung. Benziger, Zürich (und Köln) 1987, ISBN 3-545-36439-9
- Gilgamesch, Szenische Fassung, nach dem Gilgamesch-Epos, für Sprecher und Sängerin, Aufführung im Steinbruch Guber in Alpnach, 1995
- Vögtlin Anna, Kantate für Stimmen, Figuren, Chor und Instrumentalisten, Musik: Peter Sigrist, Ettiswil, 1999
- Bajass, Roman. Edition Nautilus, Hamburg 2014, ISBN 978-3-89401-797-2
- Krumholz, Roman. Edition Nautilus, Hamburg 2021, ISBN 978-3-96054-247-6
- Beiträge in Anthologien